# Хаиров, Самир Искендерович
Самир Искендерович Хаиров (род. 4 февраля 1974, Баку) — советский и азербайджанский футболист, играл на позиции защитника. Выступал, в частности, за клуб «Нефтчи» и луганскую «Зарю», а также национальную сборную Азербайджана.

## Клубная карьера
Родился 4 февраля 1974 года. В профессиональном футболе дебютировал в 1991 году, выступая за команду МЦОП «Динамо» во Второй низшей лиге СССР, приняв участие в 34 матчах чемпионата.
После распада СССР стал игроком столичного клуба «Азнефтьяг», с которым сыграл в Высшей лиге первого чемпионата Азербайджана, после чего играл за клубы «Нефтчи» и «АНС Пивани» (бывший «Бакы Фехлеси»).
Летом 1995 года стал игроком луганской «Зари», в составе которой 25 июля 1995 года дебютировал в Высшей лиге Украины в матче против запорожского «Торпедо» (0:1), отыграв весь матч. Всего до конца года сыграл в десяти матчах чемпионата, после чего вернулся в «АНС Пивани».
В 1997 году стал игроком новосозданного клуба «Динамо Баку», где провёл следующий сезон, после чего ещё год провел в «Нефтчи».
В сезоне 1999/2000 снова играл за «АНС Пивани», но провёл всего пять матчей в чемпионате. В дальнейшем играл за «Кешлю» (она же «Интер Баку»), «Нефтчи» и «Шахдаг»
Завершил профессиональную игровую карьеру в клубе МОИК, за который недолго выступал на протяжении второй половины 2005 года.

## Выступления за сборную
11 октября 1995 года дебютировал в официальных играх в составе национальной сборной Азербайджана в матче отбора на Евро-1996 против сборной Израиля (0:2). Через два года, 1 марта 1997 года сыграл свой второй и последний матч за сборную, выйдя на поле в товарищеском матче с эстонцами (0:2).

## Достижения
- Чемпионат Азербайджана: 2003/04
- Кубок Азербайджана: 1998/99, 2003/04